# Калатхипарамбил, Иосиф
Иосиф Калатхипарамбил (англ. Joseph Kalathiparambil; род. 6 октября 1952, Вадутхала, Индия) — индийский прелат. Епископ Каликута с 19 апреля 2002 по 19 апреля 2011. Секретарь Папского Совета по пастырскому попечению о мигрантах и странствующих с 19 апреля 2011 по 31 октября 2016. Архиепископ Вераполи с 31 октября 2016.

## Биография
Рукоположен в епископа 19 мая 2002 года архиепископом Вераполи Даниэлем Ачарупарамбилом в сослужении с епископом-эмеритом Калькутты Максвеллом Валентином Норонхой и епископом Каннура Варгесом Чаккалакалой. 
31 октября 2016 года назначен архиепископом Вераполи.